# Volta a Portugal de 2020
A 82.ª edição da Volta a Portugal foi uma corrida de ciclismo de estrada por etapas que se celebrou entre 27 e 5 de outubro de 2020 com início na cidade de Fafe e final na cidade de Lisboa em Portugal. O percurso constou de um total de 9 etapas sobre uma distância total de 1183,9 km.
A corrida fez parte do circuito UCI Europe Tour de 2020 dentro da categoria 2.1 e foi vencida pelo português Amaro Antunes do W52-FC Porto. Completaram o pódio, como segundo e terceiro classificado respectivamente, o espanhol Gustavo César Veloso, colega de equipa do vencedor, e o também português Frederico Figueiredo do Atum General–Tavira–Maria Nova Hotel.
Esta Volta a Portugal estava prevista decorrer entre 29 de Julho e 8 de Agosto de 2020. No entanto a prova foi adiada devido à Pandemia de COVID-19 em Portugal, com data alternativa ainda em 2020, e mais tarde foi adiada definitivamente para o próximo ano de 2021. Em Setembro de 2020 a Federação Portuguesa de Ciclismo anunciou que iria organizar uma Edição Especial da Volta a Portugal que decorreu entre 27 de setembro e 5 de outubro de 2020.

## Equipas
Tomaram a partida um total de 14 equipas, dos quais 5 são de categoria UCI ProTeam e 9 de categoria Continental, quem conformaram um pelotão de 98 ciclistas dos quais terminaram 89. As equipas participantes foram:
| Equipes ProTeam (5)- Burgos-BH - Caja Rural-Seguros RGA - Nippo Delko One Provence - Rally Cycling - Arkéa-Samsic Equipes Continentais (9)- W52-FC Porto - Tavira - Aviludo-Louletano - Efapel - L.A. Aluminios / L.A. Sport - Miranda-Mortágua - RP-Boavista - Feirense - Kelly-InOutBuild-UD Oliveirense |
| |

## Etapas
Durante o mês de Agosto, o percurso da Volta a Portugal-Edição Especial foi dado a conhecer, de forma faseada, tendo sido divulgado oficialmente a 10 de Setembro.
| Etapa   | Data    | Percurso                         | type                      | Distância (km) | Vencedor         | Líder geral    |
| ------- | ------- | -------------------------------- | ------------------------- | -------------- | ---------------- | -------------- |
| Prólogo | 27 set. | Fafe – Fafe                      | contrarrelógio individual | 7              | Gustavo Veloso   | Gustavo Veloso |
| 1       | 28 set. | Montalegre – Viana do Castelo    | etapa escarpada           | 180            | Luís Gomes       | Gustavo Veloso |
| 2       | 29 set. | Paredes – Monte Farinha          | alta montanha             | 167            | Amaro Antunes    | Amaro Antunes  |
| 3       | 30 set. | Felgueiras – concelho de Viseu   | etapa escarpada           | 171,9          | Oier Lazkano     | Amaro Antunes  |
| 4       | 1 out.  | Guarda – Torre                   | alta montanha             | 148            | Jóni Brandão     | Amaro Antunes  |
| 5       | 2 out.  | Oliveira do Hospital – Águeda    | etapa escarpada           | 176,3          | Daniel McLay     | Amaro Antunes  |
| 6       | 3 out.  | Caldas da Rainha – Torres Vedras | etapa plana               | 155            | Daniel McLay     | Amaro Antunes  |
| 7       | 4 out.  | Loures – Setúbal                 | etapa escarpada           | 161            | António Carvalho | Amaro Antunes  |
| 8       | 5 out.  | Lisboa – Lisboa                  | contrarrelógio individual | 17,7           | Gustavo Veloso   | Amaro Antunes  |

## Desenvolvimento da prova

### Prólogo
| Fafe - Fafe | contrarrelógio individual | (7 km) |

| \| Classificação por etapas \| Classificação por etapas \| Classificação por etapas \| Classificação por etapas \| Classificação por etapas \| \| Ciclista \| Ciclista \| Equipe \| Tempo \| \| \| ------------------------ \| ------------------------ \| ------------------------ \| ------------------------ \| ------------------------ \| \| 1. \| Gustavo Veloso \| W52-FC Porto \| 9m39s \| \| \| 2. \| Rafael Reis \| Feirense \| + 1s \| \| \| 3. \| Daniel Mestre \| W52-FC Porto \| + 1s \| \| \| 4. \| Daniel Freitas \| Miranda-Mortágua \| + 4s \| \| \| 5. \| António Carvalho \| Efapel \| + 6s \| \| \| 6. \| Jóni Brandão \| Efapel \| + 7s \| \| \| 7. \| Samuel Caldeira \| W52-FC Porto \| + 8s \| \| \| 8. \| João Rodrigues \| W52-FC Porto \| + 8s \| \| \| 9. \| Christophe Noppe \| Arkéa-Samsic \| + 10s \| \| \| 10. \| Vicente García de Mateos \| Aviludo-Louletano \| + 12s \| \| |                          |                   |       |
| |                          |                   |       |
| Fonte: ProCyclingStats |                          |                   |       |
| Classificação por etapas |                          |                   |       |
| Ciclista | Ciclista                 | Equipe            | Tempo |
| 1. | Gustavo Veloso           | W52-FC Porto      | 9m39s |
| 2. | Rafael Reis              | Feirense          | + 1s  |
| 3. | Daniel Mestre            | W52-FC Porto      | + 1s  |
| 4. | Daniel Freitas           | Miranda-Mortágua  | + 4s  |
| 5. | António Carvalho         | Efapel            | + 6s  |
| 6. | Jóni Brandão             | Efapel            | + 7s  |
| 7. | Samuel Caldeira          | W52-FC Porto      | + 8s  |
| 8. | João Rodrigues           | W52-FC Porto      | + 8s  |
| 9. | Christophe Noppe         | Arkéa-Samsic      | + 10s |
| 10. | Vicente García de Mateos | Aviludo-Louletano | + 12s |

| \| Classificação geral \| Classificação geral \| Classificação geral \| Classificação geral \| Classificação geral \| \| Ciclista \| Ciclista \| Equipe \| Tempo \| \| \| ------------------- \| ------------------------ \| ------------------- \| ------------------- \| ------------------- \| \| 1. \| Gustavo Veloso \| W52-FC Porto \| 9m39s \| \| \| 2. \| Rafael Reis \| Feirense \| + 1s \| \| \| 3. \| Daniel Mestre \| W52-FC Porto \| + 1s \| \| \| 4. \| Daniel Freitas \| Miranda-Mortágua \| + 4s \| \| \| 5. \| António Carvalho \| Efapel \| + 6s \| \| \| 6. \| Jóni Brandão \| Efapel \| + 7s \| \| \| 7. \| Samuel Caldeira \| W52-FC Porto \| + 8s \| \| \| 8. \| João Rodrigues \| W52-FC Porto \| + 8s \| \| \| 9. \| Christophe Noppe \| Arkéa-Samsic \| + 10s \| \| \| 10. \| Vicente García de Mateos \| Aviludo-Louletano \| + 12s \| \| |                          |                   |       |
| |                          |                   |       |
| Fonte: ProCyclingStats |                          |                   |       |
| Classificação geral |                          |                   |       |
| Ciclista | Ciclista                 | Equipe            | Tempo |
| 1. | Gustavo Veloso           | W52-FC Porto      | 9m39s |
| 2. | Rafael Reis              | Feirense          | + 1s  |
| 3. | Daniel Mestre            | W52-FC Porto      | + 1s  |
| 4. | Daniel Freitas           | Miranda-Mortágua  | + 4s  |
| 5. | António Carvalho         | Efapel            | + 6s  |
| 6. | Jóni Brandão             | Efapel            | + 7s  |
| 7. | Samuel Caldeira          | W52-FC Porto      | + 8s  |
| 8. | João Rodrigues           | W52-FC Porto      | + 8s  |
| 9. | Christophe Noppe         | Arkéa-Samsic      | + 10s |
| 10. | Vicente García de Mateos | Aviludo-Louletano | + 12s |

### 1.ª etapa
| Montalegre - Viana do Castelo | etapa escarpada | (180 km) |

| \| Classificação por etapas \| Classificação por etapas \| Classificação por etapas \| Classificação por etapas \| Classificação por etapas \| \| Ciclista \| Ciclista \| Equipe \| Tempo \| \| \| ------------------------ \| ------------------------ \| ------------------------ \| ------------------------ \| ------------------------ \| \| 1. \| Luís Gomes \| Kelly-Simoldes-UDO \| 4h24m41s \| \| \| 2. \| Daniel Mestre \| W52-FC Porto \| + 0s \| \| \| 3. \| Gustavo Veloso \| W52-FC Porto \| + 0s \| \| \| 4. \| António Carvalho \| Efapel \| + 0s \| \| \| 5. \| João Rodrigues \| W52-FC Porto \| + 0s \| \| \| 6. \| Vicente García de Mateos \| Aviludo-Louletano \| + 0s \| \| \| 7. \| Daniel Freitas \| Miranda-Mortágua \| + 0s \| \| \| 8. \| Mauro Finetto \| Nippo-Delko One Provence \| + 0s \| \| \| 9. \| Diego Rubio \| Burgos-BH \| + 0s \| \| \| 10. \| Amaro Antunes \| W52-FC Porto \| + 0s \| \| |                          |                          |          |
| |                          |                          |          |
| Fonte: ProCyclingStats |                          |                          |          |
| Classificação por etapas |                          |                          |          |
| Ciclista | Ciclista                 | Equipe                   | Tempo    |
| 1. | Luís Gomes               | Kelly-Simoldes-UDO       | 4h24m41s |
| 2. | Daniel Mestre            | W52-FC Porto             | + 0s     |
| 3. | Gustavo Veloso           | W52-FC Porto             | + 0s     |
| 4. | António Carvalho         | Efapel                   | + 0s     |
| 5. | João Rodrigues           | W52-FC Porto             | + 0s     |
| 6. | Vicente García de Mateos | Aviludo-Louletano        | + 0s     |
| 7. | Daniel Freitas           | Miranda-Mortágua         | + 0s     |
| 8. | Mauro Finetto            | Nippo-Delko One Provence | + 0s     |
| 9. | Diego Rubio              | Burgos-BH                | + 0s     |
| 10. | Amaro Antunes            | W52-FC Porto             | + 0s     |

| \| Classificação geral \| Classificação geral \| Classificação geral \| Classificação geral \| Classificação geral \| \| Ciclista \| Ciclista \| Equipe \| Tempo \| \| \| ------------------- \| ------------------------ \| ------------------- \| ------------------- \| ------------------- \| \| 1. \| Gustavo Veloso \| W52-FC Porto \| 4h34m20s \| \| \| 2. \| Daniel Mestre \| W52-FC Porto \| + 1s \| \| \| 3. \| Daniel Freitas \| Miranda-Mortágua \| + 4s \| \| \| 4. \| António Carvalho \| Efapel \| + 6s \| \| \| 5. \| Jóni Brandão \| Efapel \| + 7s \| \| \| 6. \| João Rodrigues \| W52-FC Porto \| + 8s \| \| \| 7. \| Rafael Reis \| Feirense \| + 11s \| \| \| 8. \| Vicente García de Mateos \| Aviludo-Louletano \| + 12s \| \| \| 9. \| Gavin Mannion \| Rally Cycling \| + 14s \| \| \| 10. \| Luís Gomes \| Kelly-Simoldes-UDO \| + 17s \| \| |                          |                    |          |
| |                          |                    |          |
| Fonte: ProCyclingStats |                          |                    |          |
| Classificação geral |                          |                    |          |
| Ciclista | Ciclista                 | Equipe             | Tempo    |
| 1. | Gustavo Veloso           | W52-FC Porto       | 4h34m20s |
| 2. | Daniel Mestre            | W52-FC Porto       | + 1s     |
| 3. | Daniel Freitas           | Miranda-Mortágua   | + 4s     |
| 4. | António Carvalho         | Efapel             | + 6s     |
| 5. | Jóni Brandão             | Efapel             | + 7s     |
| 6. | João Rodrigues           | W52-FC Porto       | + 8s     |
| 7. | Rafael Reis              | Feirense           | + 11s    |
| 8. | Vicente García de Mateos | Aviludo-Louletano  | + 12s    |
| 9. | Gavin Mannion            | Rally Cycling      | + 14s    |
| 10. | Luís Gomes               | Kelly-Simoldes-UDO | + 17s    |

### 2.ª etapa
| Paredes - Monte Farinha | alta montanha | (167 km) |

| \| Classificação por etapas \| Classificação por etapas \| Classificação por etapas \| Classificação por etapas \| Classificação por etapas \| \| Ciclista \| Ciclista \| Equipe \| Tempo \| \| \| ------------------------ \| ------------------------ \| ------------------------------------ \| ------------------------ \| ------------------------ \| \| 1. \| Amaro Antunes \| W52-FC Porto \| 4h25m50s \| \| \| 2. \| Frederico Figueiredo \| Atum General-Tavira-Maria Nova Hotel \| + 22s \| \| \| 3. \| João Benta \| Rádio Popular-Boavista \| + 1m13s \| \| \| 4. \| Simon Carr \| Nippo-Delko One Provence \| + 1m20s \| \| \| 5. \| Gustavo Veloso \| W52-FC Porto \| + 1m45s \| \| \| 6. \| Vicente García de Mateos \| Aviludo-Louletano \| + 1m45s \| \| \| 7. \| Ricardo Vilela \| Burgos-BH \| + 1m45s \| \| \| 8. \| Jóni Brandão \| Efapel \| + 1m45s \| \| \| 9. \| Cristián Rodríguez \| Caja Rural-Seguros RGA \| + 1m49s \| \| \| 10. \| Alejandro Marque \| Atum General-Tavira-Maria Nova Hotel \| + 1m49s \| \| |                          |                                      |          |
| |                          |                                      |          |
| Fonte: ProCyclingStats |                          |                                      |          |
| Classificação por etapas |                          |                                      |          |
| Ciclista | Ciclista                 | Equipe                               | Tempo    |
| 1. | Amaro Antunes            | W52-FC Porto                         | 4h25m50s |
| 2. | Frederico Figueiredo     | Atum General-Tavira-Maria Nova Hotel | + 22s    |
| 3. | João Benta               | Rádio Popular-Boavista               | + 1m13s  |
| 4. | Simon Carr               | Nippo-Delko One Provence             | + 1m20s  |
| 5. | Gustavo Veloso           | W52-FC Porto                         | + 1m45s  |
| 6. | Vicente García de Mateos | Aviludo-Louletano                    | + 1m45s  |
| 7. | Ricardo Vilela           | Burgos-BH                            | + 1m45s  |
| 8. | Jóni Brandão             | Efapel                               | + 1m45s  |
| 9. | Cristián Rodríguez       | Caja Rural-Seguros RGA               | + 1m49s  |
| 10. | Alejandro Marque         | Atum General-Tavira-Maria Nova Hotel | + 1m49s  |

| \| Classificação geral \| Classificação geral \| Classificação geral \| Classificação geral \| Classificação geral \| \| Ciclista \| Ciclista \| Equipe \| Tempo \| \| \| ------------------- \| ------------------------ \| ------------------------------------ \| ------------------- \| ------------------- \| \| 1. \| Amaro Antunes \| W52-FC Porto \| 9h00m42s \| \| \| 2. \| Frederico Figueiredo \| Atum General-Tavira-Maria Nova Hotel \| + 13s \| \| \| 3. \| Gustavo Veloso \| W52-FC Porto \| + 1m13s \| \| \| 4. \| João Benta \| Rádio Popular-Boavista \| + 1m17s \| \| \| 5. \| Jóni Brandão \| Efapel \| + 1m20s \| \| \| 6. \| Daniel Freitas \| Miranda-Mortágua \| + 1m25s \| \| \| 7. \| Vicente García de Mateos \| Aviludo-Louletano \| + 1m25s \| \| \| 8. \| João Rodrigues \| W52-FC Porto \| + 1m29s \| \| \| 9. \| Alejandro Marque \| Atum General-Tavira-Maria Nova Hotel \| + 1m38s \| \| \| 10. \| Simon Carr \| Nippo-Delko One Provence \| + 1m38s \| \| |                          |                                      |          |
| |                          |                                      |          |
| Fonte: ProCyclingStats |                          |                                      |          |
| Classificação geral |                          |                                      |          |
| Ciclista | Ciclista                 | Equipe                               | Tempo    |
| 1. | Amaro Antunes            | W52-FC Porto                         | 9h00m42s |
| 2. | Frederico Figueiredo     | Atum General-Tavira-Maria Nova Hotel | + 13s    |
| 3. | Gustavo Veloso           | W52-FC Porto                         | + 1m13s  |
| 4. | João Benta               | Rádio Popular-Boavista               | + 1m17s  |
| 5. | Jóni Brandão             | Efapel                               | + 1m20s  |
| 6. | Daniel Freitas           | Miranda-Mortágua                     | + 1m25s  |
| 7. | Vicente García de Mateos | Aviludo-Louletano                    | + 1m25s  |
| 8. | João Rodrigues           | W52-FC Porto                         | + 1m29s  |
| 9. | Alejandro Marque         | Atum General-Tavira-Maria Nova Hotel | + 1m38s  |
| 10. | Simon Carr               | Nippo-Delko One Provence             | + 1m38s  |

### 3.ª etapa
| Felgueiras - concelho de Viseu | etapa escarpada | (171,9 km) |

| \| Classificação por etapas \| Classificação por etapas \| Classificação por etapas \| Classificação por etapas \| Classificação por etapas \| \| Ciclista \| Ciclista \| Equipe \| Tempo \| \| \| ------------------------ \| ------------------------ \| ------------------------------------ \| ------------------------ \| ------------------------ \| \| 1. \| Oier Lazkano \| Caja Rural-Seguros RGA \| 4h13m15s \| \| \| 2. \| Daniel McLay \| Arkéa-Samsic \| + 15s \| \| \| 3. \| Leangel Linarez \| Miranda-Mortágua \| + 15s \| \| \| 4. \| Luís Gomes \| Kelly-Simoldes-UDO \| + 15s \| \| \| 5. \| Mauro Finetto \| Nippo-Delko One Provence \| + 15s \| \| \| 6. \| Daniel Freitas \| Miranda-Mortágua \| + 15s \| \| \| 7. \| André Ramalho \| LA Alumínios-LA Sport \| + 15s \| \| \| 8. \| Sergey Shilov \| Aviludo-Louletano \| + 15s \| \| \| 9. \| Alejandro Marque \| Atum General-Tavira-Maria Nova Hotel \| + 15s \| \| \| 10. \| José Manuel Díaz Gallego \| Nippo-Delko One Provence \| + 15s \| \| |                          |                                      |          |
| |                          |                                      |          |
| Fonte: ProCyclingStats |                          |                                      |          |
| Classificação por etapas |                          |                                      |          |
| Ciclista | Ciclista                 | Equipe                               | Tempo    |
| 1. | Oier Lazkano             | Caja Rural-Seguros RGA               | 4h13m15s |
| 2. | Daniel McLay             | Arkéa-Samsic                         | + 15s    |
| 3. | Leangel Linarez          | Miranda-Mortágua                     | + 15s    |
| 4. | Luís Gomes               | Kelly-Simoldes-UDO                   | + 15s    |
| 5. | Mauro Finetto            | Nippo-Delko One Provence             | + 15s    |
| 6. | Daniel Freitas           | Miranda-Mortágua                     | + 15s    |
| 7. | André Ramalho            | LA Alumínios-LA Sport                | + 15s    |
| 8. | Sergey Shilov            | Aviludo-Louletano                    | + 15s    |
| 9. | Alejandro Marque         | Atum General-Tavira-Maria Nova Hotel | + 15s    |
| 10. | José Manuel Díaz Gallego | Nippo-Delko One Provence             | + 15s    |

| \| Classificação geral \| Classificação geral \| Classificação geral \| Classificação geral \| Classificação geral \| \| Ciclista \| Ciclista \| Equipe \| Tempo \| \| \| ------------------- \| ------------------------ \| ------------------------------------ \| ------------------- \| ------------------- \| \| 1. \| Amaro Antunes \| W52-FC Porto \| 13h14m12s \| \| \| 2. \| Frederico Figueiredo \| Atum General-Tavira-Maria Nova Hotel \| + 13s \| \| \| 3. \| Gustavo Veloso \| W52-FC Porto \| + 1m13s \| \| \| 4. \| João Benta \| Rádio Popular-Boavista \| + 1m17s \| \| \| 5. \| Jóni Brandão \| Efapel \| + 1m20s \| \| \| 6. \| Daniel Freitas \| Miranda-Mortágua \| + 1m25s \| \| \| 7. \| Vicente García de Mateos \| Aviludo-Louletano \| + 1m25s \| \| \| 8. \| João Rodrigues \| W52-FC Porto \| + 1m29s \| \| \| 9. \| Alejandro Marque \| Atum General-Tavira-Maria Nova Hotel \| + 1m38s \| \| \| 10. \| Ricardo Vilela \| Burgos-BH \| + 1m45s \| \| |                          |                                      |           |
| |                          |                                      |           |
| Fonte: ProCyclingStats |                          |                                      |           |
| Classificação geral |                          |                                      |           |
| Ciclista | Ciclista                 | Equipe                               | Tempo     |
| 1. | Amaro Antunes            | W52-FC Porto                         | 13h14m12s |
| 2. | Frederico Figueiredo     | Atum General-Tavira-Maria Nova Hotel | + 13s     |
| 3. | Gustavo Veloso           | W52-FC Porto                         | + 1m13s   |
| 4. | João Benta               | Rádio Popular-Boavista               | + 1m17s   |
| 5. | Jóni Brandão             | Efapel                               | + 1m20s   |
| 6. | Daniel Freitas           | Miranda-Mortágua                     | + 1m25s   |
| 7. | Vicente García de Mateos | Aviludo-Louletano                    | + 1m25s   |
| 8. | João Rodrigues           | W52-FC Porto                         | + 1m29s   |
| 9. | Alejandro Marque         | Atum General-Tavira-Maria Nova Hotel | + 1m38s   |
| 10. | Ricardo Vilela           | Burgos-BH                            | + 1m45s   |

### 4.ª etapa
| Guarda - Torre | alta montanha | (148 km) |

| \| Classificação por etapas \| Classificação por etapas \| Classificação por etapas \| Classificação por etapas \| Classificação por etapas \| \| Ciclista \| Ciclista \| Equipe \| Tempo \| \| \| ------------------------ \| ------------------------ \| ------------------------------------ \| ------------------------ \| ------------------------ \| \| 1. \| Jóni Brandão \| Efapel \| 4h19m02s \| \| \| 2. \| Frederico Figueiredo \| Atum General-Tavira-Maria Nova Hotel \| + 3s \| \| \| 3. \| Amaro Antunes \| W52-FC Porto \| + 3s \| \| \| 4. \| Gustavo Veloso \| W52-FC Porto \| + 3s \| \| \| 5. \| António Carvalho \| Efapel \| + 11s \| \| \| 6. \| João Benta \| Rádio Popular-Boavista \| + 13s \| \| \| 7. \| Delio Fernández \| Nippo-Delko One Provence \| + 17s \| \| \| 8. \| Luís Felipe Fernandes \| Rádio Popular-Boavista \| + 24s \| \| \| 9. \| João Rodrigues \| W52-FC Porto \| + 34s \| \| \| 10. \| Cristián Rodríguez \| Caja Rural-Seguros RGA \| + 34s \| \| |                       |                                      |          |
| |                       |                                      |          |
| Fonte: ProCyclingStats |                       |                                      |          |
| Classificação por etapas |                       |                                      |          |
| Ciclista | Ciclista              | Equipe                               | Tempo    |
| 1. | Jóni Brandão          | Efapel                               | 4h19m02s |
| 2. | Frederico Figueiredo  | Atum General-Tavira-Maria Nova Hotel | + 3s     |
| 3. | Amaro Antunes         | W52-FC Porto                         | + 3s     |
| 4. | Gustavo Veloso        | W52-FC Porto                         | + 3s     |
| 5. | António Carvalho      | Efapel                               | + 11s    |
| 6. | João Benta            | Rádio Popular-Boavista               | + 13s    |
| 7. | Delio Fernández       | Nippo-Delko One Provence             | + 17s    |
| 8. | Luís Felipe Fernandes | Rádio Popular-Boavista               | + 24s    |
| 9. | João Rodrigues        | W52-FC Porto                         | + 34s    |
| 10. | Cristián Rodríguez    | Caja Rural-Seguros RGA               | + 34s    |

| \| Classificação geral \| Classificação geral \| Classificação geral \| Classificação geral \| Classificação geral \| \| Ciclista \| Ciclista \| Equipe \| Tempo \| \| \| ------------------- \| -------------------- \| ------------------------------------ \| ------------------- \| ------------------- \| \| 1. \| Amaro Antunes \| W52-FC Porto \| 17h33m17s \| \| \| 2. \| Frederico Figueiredo \| Atum General-Tavira-Maria Nova Hotel \| + 13s \| \| \| 3. \| Gustavo Veloso \| W52-FC Porto \| + 1m13s \| \| \| 4. \| Jóni Brandão \| Efapel \| + 1m17s \| \| \| 5. \| João Benta \| Rádio Popular-Boavista \| + 1m27s \| \| \| 6. \| António Carvalho \| Efapel \| + 1m55s \| \| \| 7. \| João Rodrigues \| W52-FC Porto \| + 2m00s \| \| \| 8. \| Alejandro Marque \| Atum General-Tavira-Maria Nova Hotel \| + 2m15s \| \| \| 9. \| Delio Fernández \| Nippo-Delko One Provence \| + 2m31s \| \| \| 10. \| Cristián Rodríguez \| Caja Rural-Seguros RGA \| + 2m43s \| \| |                      |                                      |           |
| |                      |                                      |           |
| Fonte: ProCyclingStats |                      |                                      |           |
| Classificação geral |                      |                                      |           |
| Ciclista | Ciclista             | Equipe                               | Tempo     |
| 1. | Amaro Antunes        | W52-FC Porto                         | 17h33m17s |
| 2. | Frederico Figueiredo | Atum General-Tavira-Maria Nova Hotel | + 13s     |
| 3. | Gustavo Veloso       | W52-FC Porto                         | + 1m13s   |
| 4. | Jóni Brandão         | Efapel                               | + 1m17s   |
| 5. | João Benta           | Rádio Popular-Boavista               | + 1m27s   |
| 6. | António Carvalho     | Efapel                               | + 1m55s   |
| 7. | João Rodrigues       | W52-FC Porto                         | + 2m00s   |
| 8. | Alejandro Marque     | Atum General-Tavira-Maria Nova Hotel | + 2m15s   |
| 9. | Delio Fernández      | Nippo-Delko One Provence             | + 2m31s   |
| 10. | Cristián Rodríguez   | Caja Rural-Seguros RGA               | + 2m43s   |

### 5.ª etapa
| Oliveira do Hospital - Águeda | etapa escarpada | (176,3 km) |

| \| Classificação por etapas \| Classificação por etapas \| Classificação por etapas \| Classificação por etapas \| Classificação por etapas \| \| Ciclista \| Ciclista \| Equipe \| Tempo \| \| \| ------------------------ \| ------------------------ \| ------------------------------------ \| ------------------------ \| ------------------------ \| \| 1. \| Daniel McLay \| Arkéa-Samsic \| 4h14m46s \| \| \| 2. \| Leangel Linarez \| Miranda-Mortágua \| + 0s \| \| \| 3. \| Riccardo Minali \| Nippo-Delko One Provence \| + 0s \| \| \| 4. \| Luís Gomes \| Kelly-Simoldes-UDO \| + 0s \| \| \| 5. \| Daniel Freitas \| Miranda-Mortágua \| + 0s \| \| \| 6. \| David González López \| Caja Rural-Seguros RGA \| + 0s \| \| \| 7. \| Rafael Silva \| Efapel \| + 0s \| \| \| 8. \| César Martingil \| Atum General-Tavira-Maria Nova Hotel \| + 0s \| \| \| 9. \| Amaro Antunes \| W52-FC Porto \| + 0s \| \| \| 10. \| Delio Fernández \| Nippo-Delko One Provence \| + 0s \| \| |                      |                                      |          |
| |                      |                                      |          |
| Fonte: ProCyclingStats |                      |                                      |          |
| Classificação por etapas |                      |                                      |          |
| Ciclista | Ciclista             | Equipe                               | Tempo    |
| 1. | Daniel McLay         | Arkéa-Samsic                         | 4h14m46s |
| 2. | Leangel Linarez      | Miranda-Mortágua                     | + 0s     |
| 3. | Riccardo Minali      | Nippo-Delko One Provence             | + 0s     |
| 4. | Luís Gomes           | Kelly-Simoldes-UDO                   | + 0s     |
| 5. | Daniel Freitas       | Miranda-Mortágua                     | + 0s     |
| 6. | David González López | Caja Rural-Seguros RGA               | + 0s     |
| 7. | Rafael Silva         | Efapel                               | + 0s     |
| 8. | César Martingil      | Atum General-Tavira-Maria Nova Hotel | + 0s     |
| 9. | Amaro Antunes        | W52-FC Porto                         | + 0s     |
| 10. | Delio Fernández      | Nippo-Delko One Provence             | + 0s     |

| \| Classificação geral \| Classificação geral \| Classificação geral \| Classificação geral \| Classificação geral \| \| Ciclista \| Ciclista \| Equipe \| Tempo \| \| \| ------------------- \| -------------------- \| ------------------------------------ \| ------------------- \| ------------------- \| \| 1. \| Amaro Antunes \| W52-FC Porto \| 21h48m03s \| \| \| 2. \| Frederico Figueiredo \| Atum General-Tavira-Maria Nova Hotel \| + 13s \| \| \| 3. \| Gustavo Veloso \| W52-FC Porto \| + 1m13s \| \| \| 4. \| João Benta \| Rádio Popular-Boavista \| + 1m27s \| \| \| 5. \| Jóni Brandão \| Efapel \| + 1m37s \| \| \| 6. \| João Rodrigues \| W52-FC Porto \| + 2m00s \| \| \| 7. \| Alejandro Marque \| Atum General-Tavira-Maria Nova Hotel \| + 2m15s \| \| \| 8. \| António Carvalho \| Efapel \| + 2m15s \| \| \| 9. \| Delio Fernández \| Nippo-Delko One Provence \| + 2m31s \| \| \| 10. \| Cristián Rodríguez \| Caja Rural-Seguros RGA \| + 2m43s \| \| |                      |                                      |           |
| |                      |                                      |           |
| Fonte: ProCyclingStats |                      |                                      |           |
| Classificação geral |                      |                                      |           |
| Ciclista | Ciclista             | Equipe                               | Tempo     |
| 1. | Amaro Antunes        | W52-FC Porto                         | 21h48m03s |
| 2. | Frederico Figueiredo | Atum General-Tavira-Maria Nova Hotel | + 13s     |
| 3. | Gustavo Veloso       | W52-FC Porto                         | + 1m13s   |
| 4. | João Benta           | Rádio Popular-Boavista               | + 1m27s   |
| 5. | Jóni Brandão         | Efapel                               | + 1m37s   |
| 6. | João Rodrigues       | W52-FC Porto                         | + 2m00s   |
| 7. | Alejandro Marque     | Atum General-Tavira-Maria Nova Hotel | + 2m15s   |
| 8. | António Carvalho     | Efapel                               | + 2m15s   |
| 9. | Delio Fernández      | Nippo-Delko One Provence             | + 2m31s   |
| 10. | Cristián Rodríguez   | Caja Rural-Seguros RGA               | + 2m43s   |

### 6.ª etapa
| Caldas da Rainha - Torres Vedras | etapa plana | (155 km) |

| \| Classificação por etapas \| Classificação por etapas \| Classificação por etapas \| Classificação por etapas \| Classificação por etapas \| \| Ciclista \| Ciclista \| Equipe \| Tempo \| \| \| ------------------------ \| ------------------------ \| ------------------------------------ \| ------------------------ \| ------------------------ \| \| 1. \| Daniel McLay \| Arkéa-Samsic \| 3h38m04s \| \| \| 2. \| Riccardo Minali \| Nippo-Delko One Provence \| + 0s \| \| \| 3. \| Leangel Linarez \| Miranda-Mortágua \| + 0s \| \| \| 4. \| Óscar Pelegrí \| Feirense \| + 0s \| \| \| 5. \| João Matias \| Aviludo-Louletano \| + 0s \| \| \| 6. \| David González López \| Caja Rural-Seguros RGA \| + 0s \| \| \| 7. \| César Martingil \| Atum General-Tavira-Maria Nova Hotel \| + 0s \| \| \| 8. \| Luís Gomes \| Kelly-Simoldes-UDO \| + 0s \| \| \| 9. \| Matis Louvel \| Arkéa-Samsic \| + 0s \| \| \| 10. \| Daniel Freitas \| Miranda-Mortágua \| + 0s \| \| |                      |                                      |          |
| |                      |                                      |          |
| Fonte: ProCyclingStats |                      |                                      |          |
| Classificação por etapas |                      |                                      |          |
| Ciclista | Ciclista             | Equipe                               | Tempo    |
| 1. | Daniel McLay         | Arkéa-Samsic                         | 3h38m04s |
| 2. | Riccardo Minali      | Nippo-Delko One Provence             | + 0s     |
| 3. | Leangel Linarez      | Miranda-Mortágua                     | + 0s     |
| 4. | Óscar Pelegrí        | Feirense                             | + 0s     |
| 5. | João Matias          | Aviludo-Louletano                    | + 0s     |
| 6. | David González López | Caja Rural-Seguros RGA               | + 0s     |
| 7. | César Martingil      | Atum General-Tavira-Maria Nova Hotel | + 0s     |
| 8. | Luís Gomes           | Kelly-Simoldes-UDO                   | + 0s     |
| 9. | Matis Louvel         | Arkéa-Samsic                         | + 0s     |
| 10. | Daniel Freitas       | Miranda-Mortágua                     | + 0s     |

| \| Classificação geral \| Classificação geral \| Classificação geral \| Classificação geral \| Classificação geral \| \| Ciclista \| Ciclista \| Equipe \| Tempo \| \| \| ------------------- \| -------------------- \| ------------------------------------ \| ------------------- \| ------------------- \| \| 1. \| Amaro Antunes \| W52-FC Porto \| 25h26m07s \| \| \| 2. \| Frederico Figueiredo \| Atum General-Tavira-Maria Nova Hotel \| + 13s \| \| \| 3. \| Gustavo Veloso \| W52-FC Porto \| + 1m13s \| \| \| 4. \| João Benta \| Rádio Popular-Boavista \| + 1m27s \| \| \| 5. \| Jóni Brandão \| Efapel \| + 1m37s \| \| \| 6. \| João Rodrigues \| W52-FC Porto \| + 2m00s \| \| \| 7. \| Alejandro Marque \| Atum General-Tavira-Maria Nova Hotel \| + 2m15s \| \| \| 8. \| António Carvalho \| Efapel \| + 2m15s \| \| \| 9. \| Delio Fernández \| Nippo-Delko One Provence \| + 2m31s \| \| \| 10. \| Cristián Rodríguez \| Caja Rural-Seguros RGA \| + 2m43s \| \| |                      |                                      |           |
| |                      |                                      |           |
| Fonte: ProCyclingStats |                      |                                      |           |
| Classificação geral |                      |                                      |           |
| Ciclista | Ciclista             | Equipe                               | Tempo     |
| 1. | Amaro Antunes        | W52-FC Porto                         | 25h26m07s |
| 2. | Frederico Figueiredo | Atum General-Tavira-Maria Nova Hotel | + 13s     |
| 3. | Gustavo Veloso       | W52-FC Porto                         | + 1m13s   |
| 4. | João Benta           | Rádio Popular-Boavista               | + 1m27s   |
| 5. | Jóni Brandão         | Efapel                               | + 1m37s   |
| 6. | João Rodrigues       | W52-FC Porto                         | + 2m00s   |
| 7. | Alejandro Marque     | Atum General-Tavira-Maria Nova Hotel | + 2m15s   |
| 8. | António Carvalho     | Efapel                               | + 2m15s   |
| 9. | Delio Fernández      | Nippo-Delko One Provence             | + 2m31s   |
| 10. | Cristián Rodríguez   | Caja Rural-Seguros RGA               | + 2m43s   |

### 7.ª etapa
| Loures - Setúbal | etapa escarpada | (161 km) |

| \| Classificação por etapas \| Classificação por etapas \| Classificação por etapas \| Classificação por etapas \| Classificação por etapas \| \| Ciclista \| Ciclista \| Equipe \| Tempo \| \| \| ------------------------ \| ------------------------ \| ------------------------------------ \| ------------------------ \| ------------------------ \| \| 1. \| António Carvalho \| Efapel \| 3h40m45s \| \| \| 2. \| Luís Felipe Fernandes \| Rádio Popular-Boavista \| + 0s \| \| \| 3. \| Luís Gomes \| Kelly-Simoldes-UDO \| + 0s \| \| \| 4. \| Gonçalo Carvalho \| Rádio Popular-Boavista \| + 0s \| \| \| 5. \| Mauro Finetto \| Nippo-Delko One Provence \| + 0s \| \| \| 6. \| Alejandro Marque \| Atum General-Tavira-Maria Nova Hotel \| + 0s \| \| \| 7. \| João Benta \| Rádio Popular-Boavista \| + 0s \| \| \| 8. \| Jóni Brandão \| Efapel \| + 0s \| \| \| 9. \| Amaro Antunes \| W52-FC Porto \| + 0s \| \| \| 10. \| Frederico Figueiredo \| Atum General-Tavira-Maria Nova Hotel \| + 0s \| \| |                       |                                      |          |
| |                       |                                      |          |
| Fonte: ProCyclingStats |                       |                                      |          |
| Classificação por etapas |                       |                                      |          |
| Ciclista | Ciclista              | Equipe                               | Tempo    |
| 1. | António Carvalho      | Efapel                               | 3h40m45s |
| 2. | Luís Felipe Fernandes | Rádio Popular-Boavista               | + 0s     |
| 3. | Luís Gomes            | Kelly-Simoldes-UDO                   | + 0s     |
| 4. | Gonçalo Carvalho      | Rádio Popular-Boavista               | + 0s     |
| 5. | Mauro Finetto         | Nippo-Delko One Provence             | + 0s     |
| 6. | Alejandro Marque      | Atum General-Tavira-Maria Nova Hotel | + 0s     |
| 7. | João Benta            | Rádio Popular-Boavista               | + 0s     |
| 8. | Jóni Brandão          | Efapel                               | + 0s     |
| 9. | Amaro Antunes         | W52-FC Porto                         | + 0s     |
| 10. | Frederico Figueiredo  | Atum General-Tavira-Maria Nova Hotel | + 0s     |

| \| Classificação geral \| Classificação geral \| Classificação geral \| Classificação geral \| Classificação geral \| \| Ciclista \| Ciclista \| Equipe \| Tempo \| \| \| ------------------- \| -------------------- \| ------------------------------------ \| ------------------- \| ------------------- \| \| 1. \| Amaro Antunes \| W52-FC Porto \| 29h06m52s \| \| \| 2. \| Frederico Figueiredo \| Atum General-Tavira-Maria Nova Hotel \| + 13s \| \| \| 3. \| Gustavo Veloso \| W52-FC Porto \| + 1m13s \| \| \| 4. \| João Benta \| Rádio Popular-Boavista \| + 1m27s \| \| \| 5. \| Jóni Brandão \| Efapel \| + 1m37s \| \| \| 6. \| João Rodrigues \| W52-FC Porto \| + 2m00s \| \| \| 7. \| Alejandro Marque \| Atum General-Tavira-Maria Nova Hotel \| + 2m15s \| \| \| 8. \| António Carvalho \| Efapel \| + 2m15s \| \| \| 9. \| Delio Fernández \| Nippo-Delko One Provence \| + 2m31s \| \| \| 10. \| Cristián Rodríguez \| Caja Rural-Seguros RGA \| + 2m43s \| \| |                      |                                      |           |
| |                      |                                      |           |
| Fonte: ProCyclingStats |                      |                                      |           |
| Classificação geral |                      |                                      |           |
| Ciclista | Ciclista             | Equipe                               | Tempo     |
| 1. | Amaro Antunes        | W52-FC Porto                         | 29h06m52s |
| 2. | Frederico Figueiredo | Atum General-Tavira-Maria Nova Hotel | + 13s     |
| 3. | Gustavo Veloso       | W52-FC Porto                         | + 1m13s   |
| 4. | João Benta           | Rádio Popular-Boavista               | + 1m27s   |
| 5. | Jóni Brandão         | Efapel                               | + 1m37s   |
| 6. | João Rodrigues       | W52-FC Porto                         | + 2m00s   |
| 7. | Alejandro Marque     | Atum General-Tavira-Maria Nova Hotel | + 2m15s   |
| 8. | António Carvalho     | Efapel                               | + 2m15s   |
| 9. | Delio Fernández      | Nippo-Delko One Provence             | + 2m31s   |
| 10. | Cristián Rodríguez   | Caja Rural-Seguros RGA               | + 2m43s   |

### 8.ª etapa
| Lisboa - Lisboa | contrarrelógio individual | (17,7 km) |

| \| Classificação por etapas \| Classificação por etapas \| Classificação por etapas \| Classificação por etapas \| Classificação por etapas \| \| Ciclista \| Ciclista \| Equipe \| Tempo \| \| \| ------------------------ \| ------------------------ \| ------------------------------------ \| ------------------------ \| ------------------------ \| \| 1. \| Gustavo Veloso \| W52-FC Porto \| 21m34s \| \| \| 2. \| António Carvalho \| Efapel \| + 8s \| \| \| 3. \| Anthony Delaplace \| Arkéa-Samsic \| + 17s \| \| \| 4. \| Jóni Brandão \| Efapel \| + 17s \| \| \| 5. \| Daniel Mestre \| W52-FC Porto \| + 26s \| \| \| 6. \| Alejandro Marque \| Atum General-Tavira-Maria Nova Hotel \| + 27s \| \| \| 7. \| Amaro Antunes \| W52-FC Porto \| + 31s \| \| \| 8. \| João Rodrigues \| W52-FC Porto \| + 31s \| \| \| 9. \| Rafael Reis \| Feirense \| + 31s \| \| \| 10. \| Samuel Caldeira \| W52-FC Porto \| + 32s \| \| |                   |                                      |        |
| |                   |                                      |        |
| Fonte: ProCyclingStats |                   |                                      |        |
| Classificação por etapas |                   |                                      |        |
| Ciclista | Ciclista          | Equipe                               | Tempo  |
| 1. | Gustavo Veloso    | W52-FC Porto                         | 21m34s |
| 2. | António Carvalho  | Efapel                               | + 8s   |
| 3. | Anthony Delaplace | Arkéa-Samsic                         | + 17s  |
| 4. | Jóni Brandão      | Efapel                               | + 17s  |
| 5. | Daniel Mestre     | W52-FC Porto                         | + 26s  |
| 6. | Alejandro Marque  | Atum General-Tavira-Maria Nova Hotel | + 27s  |
| 7. | Amaro Antunes     | W52-FC Porto                         | + 31s  |
| 8. | João Rodrigues    | W52-FC Porto                         | + 31s  |
| 9. | Rafael Reis       | Feirense                             | + 31s  |
| 10. | Samuel Caldeira   | W52-FC Porto                         | + 32s  |

## Classificações finais
As classificações finalizaram da seguinte forma:

### Classificação geral
| \| Classificação geral \| Classificação geral \| Classificação geral \| Classificação geral \| Classificação geral \| \| Ciclista \| Ciclista \| Equipe \| Tempo \| \| \| ------------------- \| -------------------- \| ------------------------------------ \| ------------------- \| ------------------- \| \| 1. \| Amaro Antunes \| W52-FC Porto \| 29h06m52s \| \| \| 2. \| Gustavo Veloso \| W52-FC Porto \| + 42s \| \| \| 3. \| Frederico Figueiredo \| Atum General-Tavira-Maria Nova Hotel \| + 52s \| \| \| 4. \| Jóni Brandão \| Efapel \| + 1m23s \| \| \| 5. \| João Benta \| Rádio Popular-Boavista \| + 1m50s \| \| \| 6. \| António Carvalho \| Efapel \| + 1m52s \| \| \| 7. \| João Rodrigues \| W52-FC Porto \| + 2m00s \| \| \| 8. \| Alejandro Marque \| Atum General-Tavira-Maria Nova Hotel \| + 2m11s \| \| \| 9. \| Cristián Rodríguez \| Caja Rural-Seguros RGA \| + 3m16s \| \| \| 10. \| Delio Fernández \| Nippo-Delko One Provence \| + 3m49s \| \| |                      |                                      |           |
| |                      |                                      |           |
| Fonte: ProCyclingStats |                      |                                      |           |
| Classificação geral |                      |                                      |           |
| Ciclista | Ciclista             | Equipe                               | Tempo     |
| 1. | Amaro Antunes        | W52-FC Porto                         | 29h06m52s |
| 2. | Gustavo Veloso       | W52-FC Porto                         | + 42s     |
| 3. | Frederico Figueiredo | Atum General-Tavira-Maria Nova Hotel | + 52s     |
| 4. | Jóni Brandão         | Efapel                               | + 1m23s   |
| 5. | João Benta           | Rádio Popular-Boavista               | + 1m50s   |
| 6. | António Carvalho     | Efapel                               | + 1m52s   |
| 7. | João Rodrigues       | W52-FC Porto                         | + 2m00s   |
| 8. | Alejandro Marque     | Atum General-Tavira-Maria Nova Hotel | + 2m11s   |
| 9. | Cristián Rodríguez   | Caja Rural-Seguros RGA               | + 3m16s   |
| 10. | Delio Fernández      | Nippo-Delko One Provence             | + 3m49s   |

### Classificação por pontos
| Classificação por pontos | Classificação por pontos | Classificação por pontos | Classificação por pontos | Classificação por pontos |
| Ciclista                 | Ciclista                 | Equipe                   | Pontos                   |                          |
| ------------------------ | ------------------------ | ------------------------ | ------------------------ | ------------------------ |
| 1.                       | Luís Gomes               | Kelly-Simoldes-UDO       | 149 pts                  |                          |
| 2.                       | Daniel McLay             | Arkéa-Samsic             | 112 pts                  |                          |
| 3.                       | Leangel Linarez          | Miranda-Mortágua         | 88 pts                   |                          |
| 4.                       | António Carvalho         | Efapel                   | 78 pts                   |                          |
| 5.                       | Riccardo Minali          | Nippo-Delko One Provence | 66 pts                   |                          |
| 6.                       | Gustavo Veloso           | W52-FC Porto             | 56 pts                   |                          |
| 7.                       | Amaro Antunes            | W52-FC Porto             | 56 pts                   |                          |
| 8.                       | Oier Lazkano             | Caja Rural-Seguros RGA   | 54 pts                   |                          |
| 9.                       | Mauro Finetto            | Nippo-Delko One Provence | 47 pts                   |                          |
| 10.                      | Daniel Freitas           | Miranda-Mortágua         | 46 pts                   |                          |

### Classificação da montanha
| Classificação da montanha | Classificação da montanha | Classificação da montanha            | Classificação da montanha | Classificação da montanha |
| Ciclista                  | Ciclista                  | Equipe                               | Pontos                    |                           |
| ------------------------- | ------------------------- | ------------------------------------ | ------------------------- | ------------------------- |
| 1.                        | Hugo Nunes                | Rádio Popular-Boavista               | 55 pts                    |                           |
| 2.                        | Amaro Antunes             | W52-FC Porto                         | 31 pts                    |                           |
| 3.                        | Frederico Figueiredo      | Atum General-Tavira-Maria Nova Hotel | 30 pts                    |                           |
| 4.                        | Jóni Brandão              | Efapel                               | 20 pts                    |                           |
| 5.                        | Ricardo Mestre            | W52-FC Porto                         | 20 pts                    |                           |
| 6.                        | Gustavo Veloso            | W52-FC Porto                         | 13 pts                    |                           |
| 7.                        | António Carvalho          | Efapel                               | 13 pts                    |                           |
| 8.                        | Luís Felipe Fernandes     | Rádio Popular-Boavista               | 11 pts                    |                           |
| 9.                        | Venceslau Fernandes       |                                      | 10 pts                    |                           |
| 10.                       | João Benta                | Rádio Popular-Boavista               | 10 pts                    |                           |

### Classificação dos jovens
| Classificação dos jovens | Classificação dos jovens | Classificação dos jovens | Classificação dos jovens | Classificação dos jovens |
| Ciclista                 | Ciclista                 | Equipe                   | Tempo                    |                          |
| ------------------------ | ------------------------ | ------------------------ | ------------------------ | ------------------------ |
| 1.                       | Simon Carr               | Nippo-Delko One Provence | 29h38m25s                |                          |
| 2.                       | Matis Louvel             | Arkéa-Samsic             | + 11m08s                 |                          |
| 3.                       | Pedro Miguel Lopes       | Kelly-Simoldes-UDO       | + 15m52s                 |                          |
| 4.                       | Carlos Canal             | Burgos-BH                | + 42m24s                 |                          |
| 5.                       | Oier Lazkano             | Caja Rural-Seguros RGA   | + 1h10m48s               |                          |
| 6.                       | Fabio Costa              | Kelly-Simoldes-UDO       | + 1h21m18s               |                          |
| 7.                       | Pedro Pinto              | Miranda-Mortágua         | + 1h29m28s               |                          |
| 8.                       | Miguel Salgueiro         | LA Alumínios-LA Sport    | + 1h31m52s               |                          |
| 9.                       | José Sousa               | Kelly-Simoldes-UDO       | + 1h39m38s               |                          |
| 10.                      | Bernardo Saavedra        | Feirense                 | + 1h44m56s               |                          |

### Classificação por equipas
| Classificação por equipes | Classificação por equipes       | Classificação por equipes | Classificação por equipes |
| Equipe                    | Equipe                          | Tempo                     |                           |
| ------------------------- | ------------------------------- | ------------------------- | ------------------------- |
| 1.                        | W52-FC Porto                    | 88h28m57s                 |                           |
| 2.                        | RP-Boavista                     | + 9m54s                   |                           |
| 3.                        | Efapel                          | + 11m47s                  |                           |
| 4.                        | Nippo Delko One Provence        | + 15m15s                  |                           |
| 5.                        | Tavira                          | + 20m44s                  |                           |
| 6.                        | Kelly-InOutBuild-UD Oliveirense | + 35m45s                  |                           |
| 7.                        | Miranda-Mortágua                | + 46m39s                  |                           |
| 8.                        | Arkéa-Samsic                    | + 1h11m50s                |                           |
| 9.                        | Burgos-BH                       | + 1h17m58s                |                           |
| 10.                       | Rally Cycling                   | + 1h23m26s                |                           |

## Evolução das classificações
| Etapa                 | Vencedor              | Classificação geral | Classificação por pontos | Classificação da montanha | Classificação da juventude | Classificação por equipas | Classificação do melhor português |
| --------------------- | --------------------- | ------------------- | ------------------------ | ------------------------- | -------------------------- | ------------------------- | --------------------------------- |
| Prólogo               | César Veloso          | César Veloso        | Rafael Reis              | Daniel Mestre             | Carlos Canal               | W52-FC Porto              | Rafael Reis                       |
| 1.ª                   | Luís Gomes            | César Veloso        | Daniel Mestre            | Luís Gomes                | Carlos Canal               | W52-FC Porto              | Daniel Mestre                     |
| 2.ª                   | Amaro Antunes         | Amaro Antunes       | Amaro Antunes            | Hugo Nunes                | Simon Carr                 | W52-FC Porto              | Amaro Antunes                     |
| 3.ª                   | Oier Lazkano          | Amaro Antunes       | Luís Gomes               | Hugo Nunes                | Simon Carr                 | W52-FC Porto              | Amaro Antunes                     |
| 4.ª                   | Joni Brandão          | Amaro Antunes       | Luís Gomes               | Hugo Nunes                | Simon Carr                 | W52-FC Porto              | Amaro Antunes                     |
| 5.ª                   | Daniel McLay          | Amaro Antunes       | Luís Gomes               | Hugo Nunes                | Simon Carr                 | W52-FC Porto              | Amaro Antunes                     |
| 6.ª                   | Daniel McLay          | Amaro Antunes       | Daniel McLay             | Hugo Nunes                | Simon Carr                 | W52-FC Porto              | Amaro Antunes                     |
| 7.ª                   | António Carvalho      | Amaro Antunes       | Luís Gomes               | Hugo Nunes                | Simon Carr                 | W52-FC Porto              | Amaro Antunes                     |
| 8.ª                   | César Veloso          | Amaro Antunes       | Luís Gomes               | Hugo Nunes                | Simon Carr                 | W52-FC Porto              | Amaro Antunes                     |
| Classificações finais | Classificações finais | Amaro Antunes       | Luís Gomes               | Hugo Nunes                | Simon Carr                 | W52-FC Porto              | Amaro Antunes                     |

## UCI World Ranking
A Volta a Portugal outorgou pontos para o UCI World Ranking para corredores das equipas nas categorias UCI WorldTeam, UCI ProTeam e Continental. As seguintes tabelas mostram o barómetro de pontuação e os 10 corredores que obtiveram mais pontos:
| Posição             | 1.º | 2.º | 3.º | 4.º | 5.º | 6.º | 7.º | 8.º | 9.º | 10.º | 11.º | 12.º | 13.º-15.º | 16.º-25.º |
| Classificação geral | 125 | 85  | 70  | 60  | 50  | 40  | 35  | 30  | 25  | 20   | 15   | 10   | 5         | 3         |
| Por etapa           | 14  | 5   | 3   |     |     |     |     |     |     |      |      |      |           |           |
| Líder               | 3   |     |     |     |     |     |     |     |     |      |      |      |           |           |

| Classificação |                      |                                      |       |       |       |       |
| Posição       | Ciclista             | Equipa                               | Geral | Etapa | Líder | Total |
| ------------- | -------------------- | ------------------------------------ | ----- | ----- | ----- | ----- |
| 1.º           | Amaro Antunes        | W52-FC Porto                         | 125   | 17    | 18    | 160   |
| 2.º           | Gustavo César Veloso | W52-FC Porto                         | 85    | 31    | 6     | 122   |
| 3.º           | Frederico Figueiredo | Atum General–Tavira–Maria Nova Hotel | 70    | 10    | -     | 80    |
| 4.º           | Joni Brandão         | Efapel                               | 60    | 14    | -     | 74    |
| 5.º           | António Carvalho     | Efapel                               | 40    | 19    | -     | 59    |
| 6.º           | João Benta           | RP-Boavista                          | 50    | 3     | -     | 53    |
| 7.º           | João Rodrigues       | W52-FC Porto                         | 35    | -     | -     | 35    |
| 8.º           | Daniel McLay         | Arkéa Samsic                         | -     | 33    | -     | 33    |
| 9.º           | Alejandro Marque     | Atum General–Tavira–Maria Nova Hotel | 30    | -     | -     | 30    |
| 10.º          | Cristián Rodríguez   | Caja Rural-Seguros RGA               | 25    | -     | -     | 25    |